# تپه ورداران
تپه ورداران مربوط به تا دوران‌های تاریخی پس از اسلام است و در شهرستان سنقر، بخش کلیائی، روستای ورداران واقع شده و این اثر در تاریخ ۱۱ مرداد ۱۳۸۴ با شمارهٔ ثبت ۱۲۵۱۶ به‌عنوان یکی از آثار ملی ایران به ثبت رسیده است.